# Elena Temnikova
Elena Vladimirovna Temnikova (in russo Елена Владимировна Темникова?; Kurgan, 18 aprile 1985) è una cantante, personaggio televisivo, stilista e conduttrice radiofonica russa.

## Biografia
Elena Temnikova è nata il 18 aprile 1985 nella città di Kurgan, Russia. Suo padre lavorava come autista, sua madre come panettiera in una pasticceria.
All'età di 5 anni ha iniziato a studiare violino e canto e nel 2003 ha partecipato al talent-show musicale Star Factory, dove si classifica al terzo posto, in seguito ha siglato un contratto con la Monolit Records mediante il produttore Maksim Fadeev all'epoca giudice della competizione.
Nel 2004, ha partecipato alla quinta stagione del reality Poslednij geroj (analogo di reality show statunitense Survivor). Nello stesso anno ha partecipato al musical Airport.
Dopo la pubblicazione di due singoli come solista, nel 2006 è entrata a far parte del gruppo musicale femminile Serebro, creato proprio da Fadeev. Al girl group si aggiunsero Ol'ga Serjabkina e Marina Lizorkina. Come membro delle Serebro ha partecipato all'Eurovision Song Contest 2007 e ha ottenuto successo anche in Italia col singolo Mama Lover (2011). Nel maggio 2014 è stata annunciata la sua uscita dal gruppo. Il 18 novembre 2014 viene pubblicato il suo singolo di debutto Zavisimost' . Il videoclip della canzone è stato filmato dal fotografo italiano Claudio Porcarelli.
Solo nel 2016 la cantante rivela che il motivo principale per cui ha lasciato le Serebro era il rapporto conflittuale con il produttore del gruppo Maksim Fadeev e che grazie all'aiuto economico del secondo marito è riuscita a scindere il contratto anticipatamente, a seguito della diagnosi di una trombosi venosa profonda.

### Vita privata
Nata e cresciuta a Kurgan, Siberia occidentale, alla fine del 2002 si è trasferita con la famiglia ad Omsk e pochi mesi dopo a Mosca per partecipare al talent-show Star Factory. Qui ha conosciuto il collega Aleksej Semenov che ha sposato nel 2004 e da cui si è separata nel 2007 per poi divorziare qualche anno dopo. Dopo aver lasciato il gruppo musicale Serebro si è sposata nel 2014 con l'imprenditore Dmitrij Sergeev (anch'egli al secondo matrimonio) e il 27 marzo 2015 è diventata madre di una bambina, Aleksandra.

## Discografia

### Da solista

#### Album in studio
- 2016 – Temnikova I
- 2017 – Temnikova II
- 2018 – Temnikova III: Ne modnye
- 2019 – Temnnikova 4
- 2021 – Temnikova 5: Paris

#### Singoli
- 2003 – Begi
- 2003 – Tajna
- 2014 – Zavisimost'
- 2015 – Navstreču
- 2015 – Uletaem
- 2015 – Naverno (feat. Natan)
- 2016 – Revnost'
- 2016 – Impul'sy
- 2016 – Teplo
- 2016 – Izvini
- 2016 – Dviženija
- 2021 – Iz-za tebja (con Ramil')
- 2021 – V m9se
- 2021 – Babočki i trip
- 2023 – Lunnaja noč'